# Chiesa di Sainte-Foy (Conques)
La chiesa abbaziale di Sainte-Foy è un importante edificio romanico della città francese di Conques nel dipartimento dell'Aveyron.

## Storia

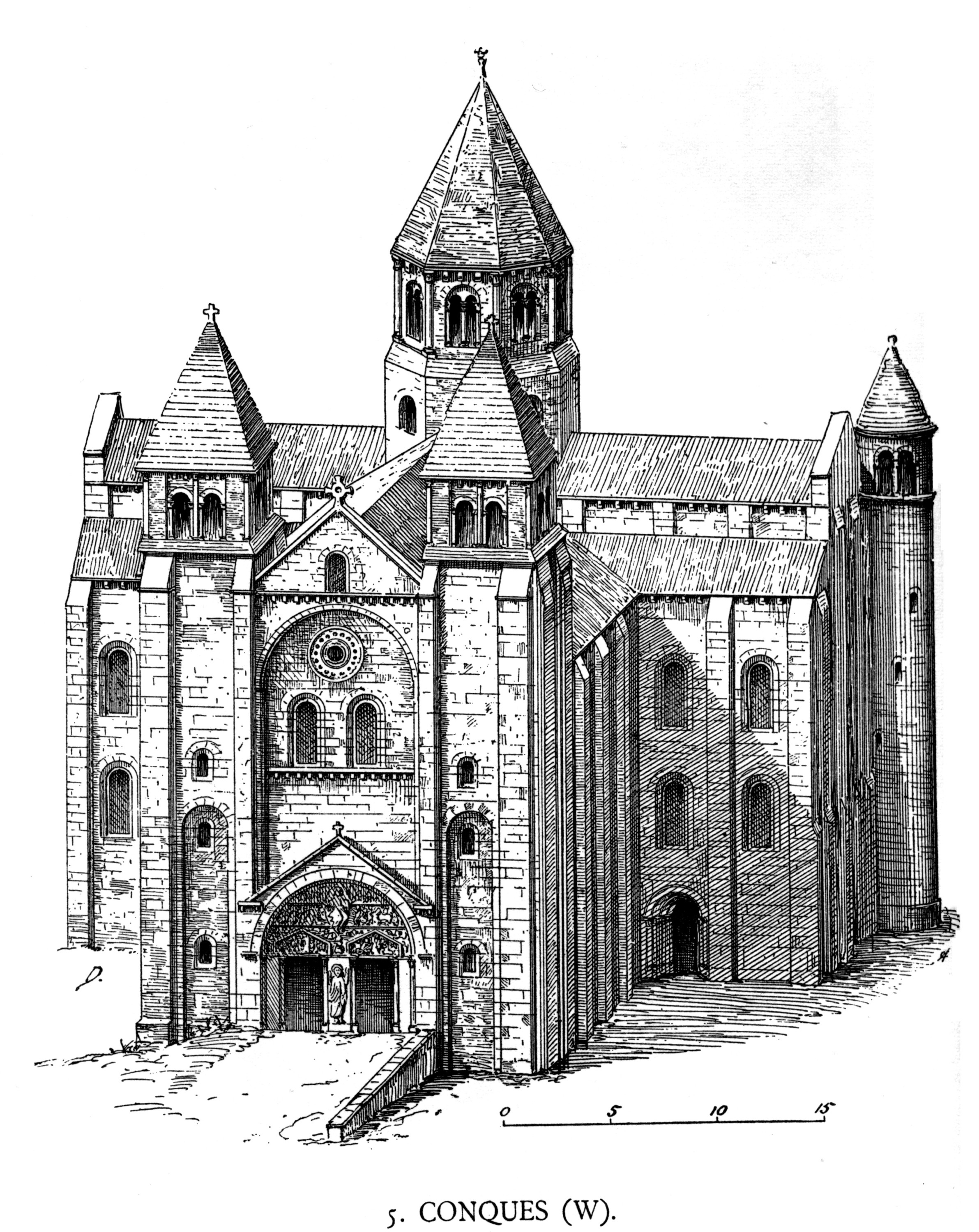
Vista ovest

L'edificio è considerato un precoce capolavoro dell'architettura romanica del sud della Francia e uno dei primi edifici romanici di una certa grandezza coperti completamente a volte. La fondazione dell'abbazia e della chiesa risalgono all'epoca carolingia. È considerata Abbazia della Sancta Propago, in quanto ivi è sepolta Ildegarda di Egisheim (tra 1024 e 1035 – Schlettstadt, 1094 o 1095) fu contessa palatina di Brisgovia, e contessa di Riesgau nel Ducato di Svevia.
Apparteneva alla nobile famiglia dei conti di Egisheim, o Eigesheim, traducibile con "Uovo Sacro", o "San Genesio", suo padre era Gherardo III, conte di Egisheim-Dagsbur e sua madre era Ildegarda di Schlettstadt. In quanto cugina e moglie di Federico di Büren è considerata antenata degli Hohenstaufen.
Una volta vedova, volle la costruzione dell'ormai distrutta chiesa di Sainte-Foy a Colmar e ne fece dono all'abbazia di Sainte-Foy di Conques. Di questa ricostruzione rimangono testimonianze artistiche all'interno dell'edificio sacro, che è in stile romanico e risale al secolo successivo.
La costruzione fu iniziata tra il 1041 e il 1052 dall'abate Odolrico. Il coro fu completato intorno al 1065 mentre la costruzione della navata si protrasse fino all'inizio del XII secolo. Le due torri in facciata sono del XIX secolo. La chiesa risulta ben conservata al contrario del complesso monastico di cui si conservano alcune vestigia del chiostro. La chiesa, tempio del Templarismo più puro, era una delle tappe lungo il Cammino di Santiago di Compostela e conserva le reliquie di Santa Foy d'Agen.

## Descrizione

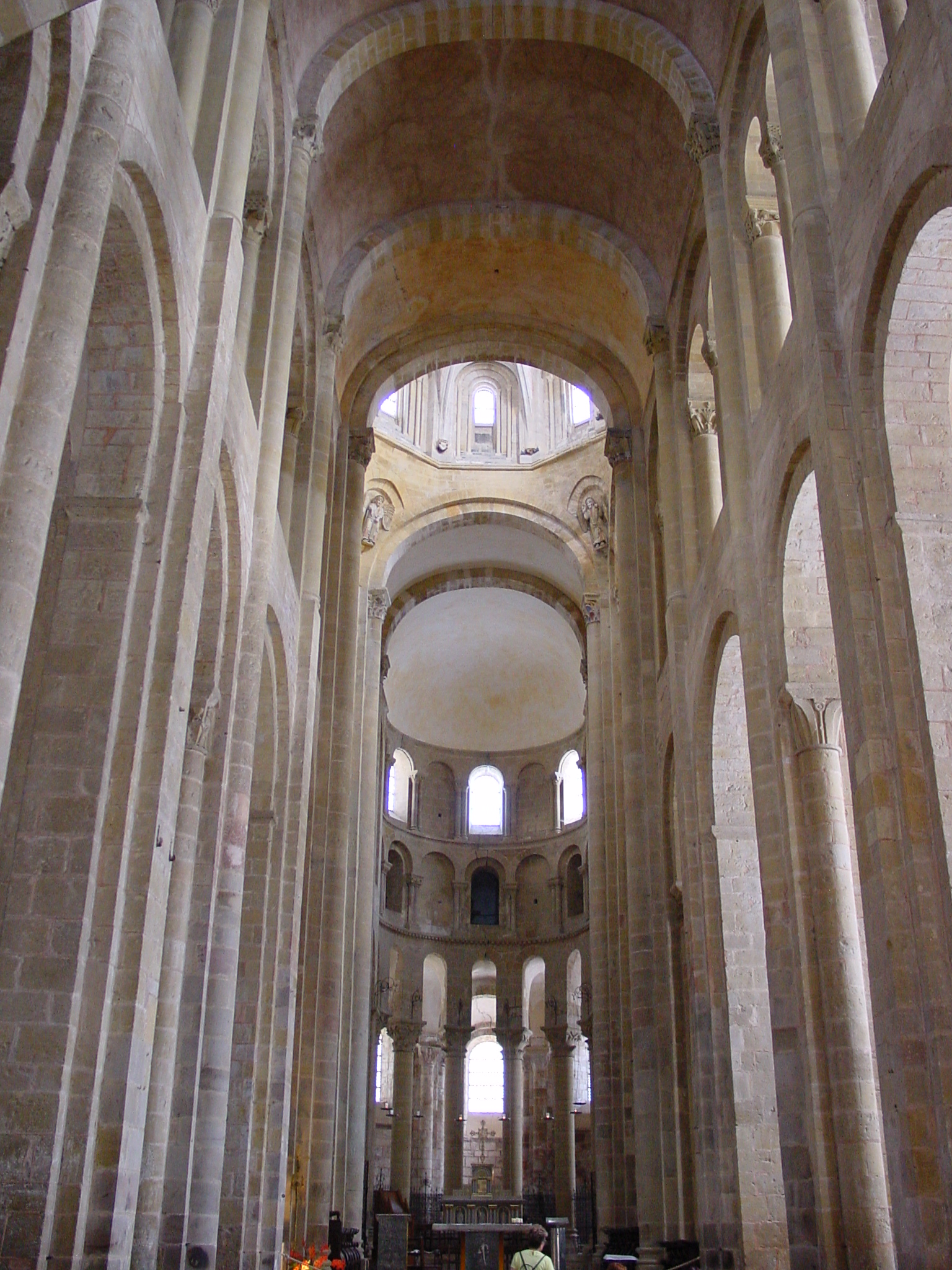
La navata

La chiesa presenta una pianta a tre navate orientata est-ovest, con navata centrale, piuttosto corta, coperta a botte, un grande transetto anch'esso a tre navate, un grande coro con deambulatorio che consentiva il transito dei pellegrini e cappelle radiali e rappresenta un modello, non ancora maturo, per le chiese romaniche dell'Auvergne ed in generale per le chiese di pellegrinaggio. All'incrocio del transetto con la navata si trova un'imponente torre. 
L'interno è molto sobrio con la volta della navata centrale molto alta, divisa dalle navate minori, tramite archi a tutto sesto retti da pilastri. Sopra le navate laterali, voltate a crociera, si colloca il matroneo aperto verso l'interno, senza finestrature soprastanti. La chiesa conserva importanti opere d'arte tra cui alcuni affreschi del XV secolo in sagrestia, un altorilievo dell'Annunciazione, i capitelli figurati ed un famoso tesoro d'oreficeria religiosa, avventurosamente salvato dai tumulti della rivoluzione francese. Le vetrate sono novecentesche.

## Il portale

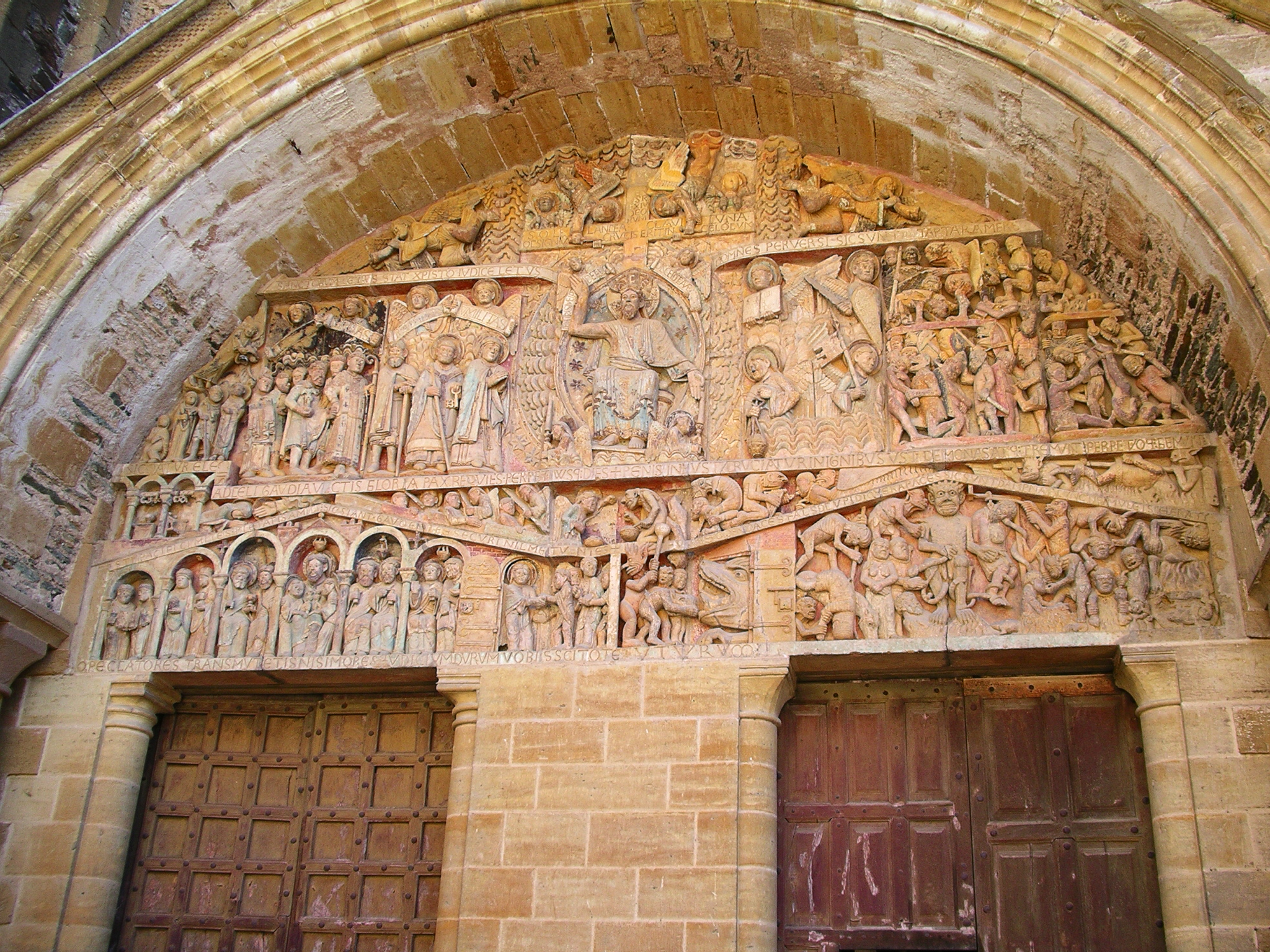
Il portale

Il portale occidentale dell'abbaziale di Sainte-Foy è sormontato da un grande timpano scolpito ad altorilievo considerato un'opera fondamentale della scultura romanica. Viene rappresentato un affollato Giudizio Universale con 124 personaggi su tre ordini ed un Cristo in Maestà che divide i dannati e gli eletti secondo un diffuso modello simbolico che lega la porta della chiesa con Cristo "porta di salvezza".